# Entadopsis kirkii
Entadopsis kirkii là một loài thực vật có hoa trong họ Đậu. Loài này được (Oliv.) Gomes Pedro mô tả khoa học đầu tiên năm 1955.